# Bjarke Ingels
Bjarke Bundgaard Ingels (* 2. října 1974, Kodaň) je dánský architekt, zakladatel a kreativní partner společnosti Bjarke Ingels Group (BIG).
V Dánsku se Ingels proslavil bytovými komplexy v kodaňské čtvrti Ørestad: 8 House, VM Houses a Mountain Dwellings. V roce 2006 založil společnost Bjarke Ingels Group, která se k roku 2021 rozrostla na 600 zaměstnanců. Mezi její významné projekty patří bytový komplex VIA 57 West ve tvaru pyramidy na Manhattanu, sídlo společnosti Google North Bayshore (navržené ve spolupráci s Thomasem Heatherwickem), park Superkilen a zařízení na energetické využití odpadu Amager Resource Center (ARC), které má na vnější straně budovy sjezdovku s umělým povrchem i lezeckou stěnu.
Od roku 2009 Ingels vyhrál řadu architektonických soutěží. V roce 2012 se přestěhoval do New Yorku, kde společnost BIG kromě projektu VIA 57 West po hurikánu Sandy vyhrála soutěž o návrh na zlepšení odolnosti Manhattanu vůči povodním.
V roce 2022 zvítězilo studio BIG v mezinárodní soutěži na budoucí podobu Vltavské filharmonie v Praze-Holešovicích.

## Galerie

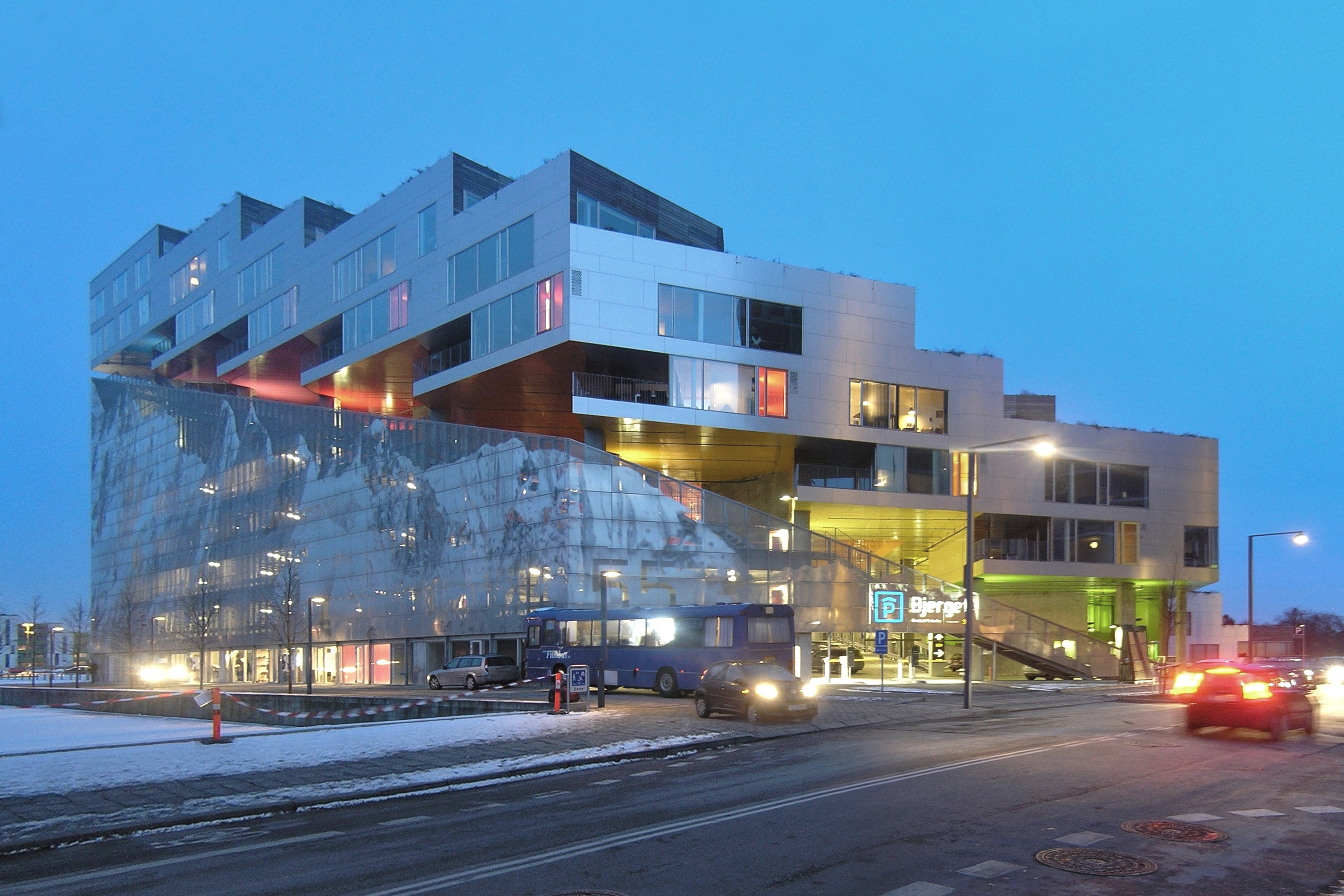
Mountain Dwellings v Kodani
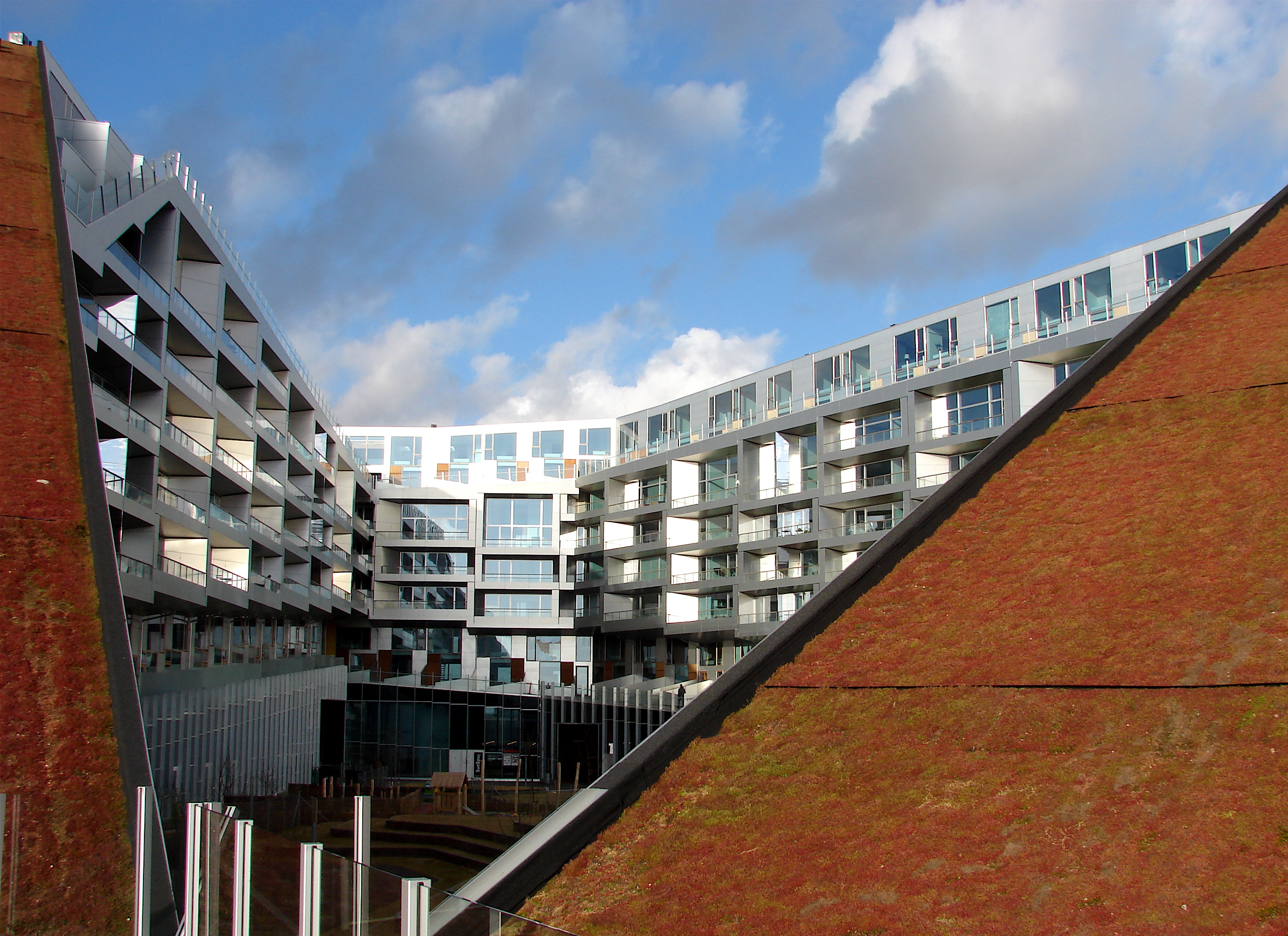
Kodaňský 8 House
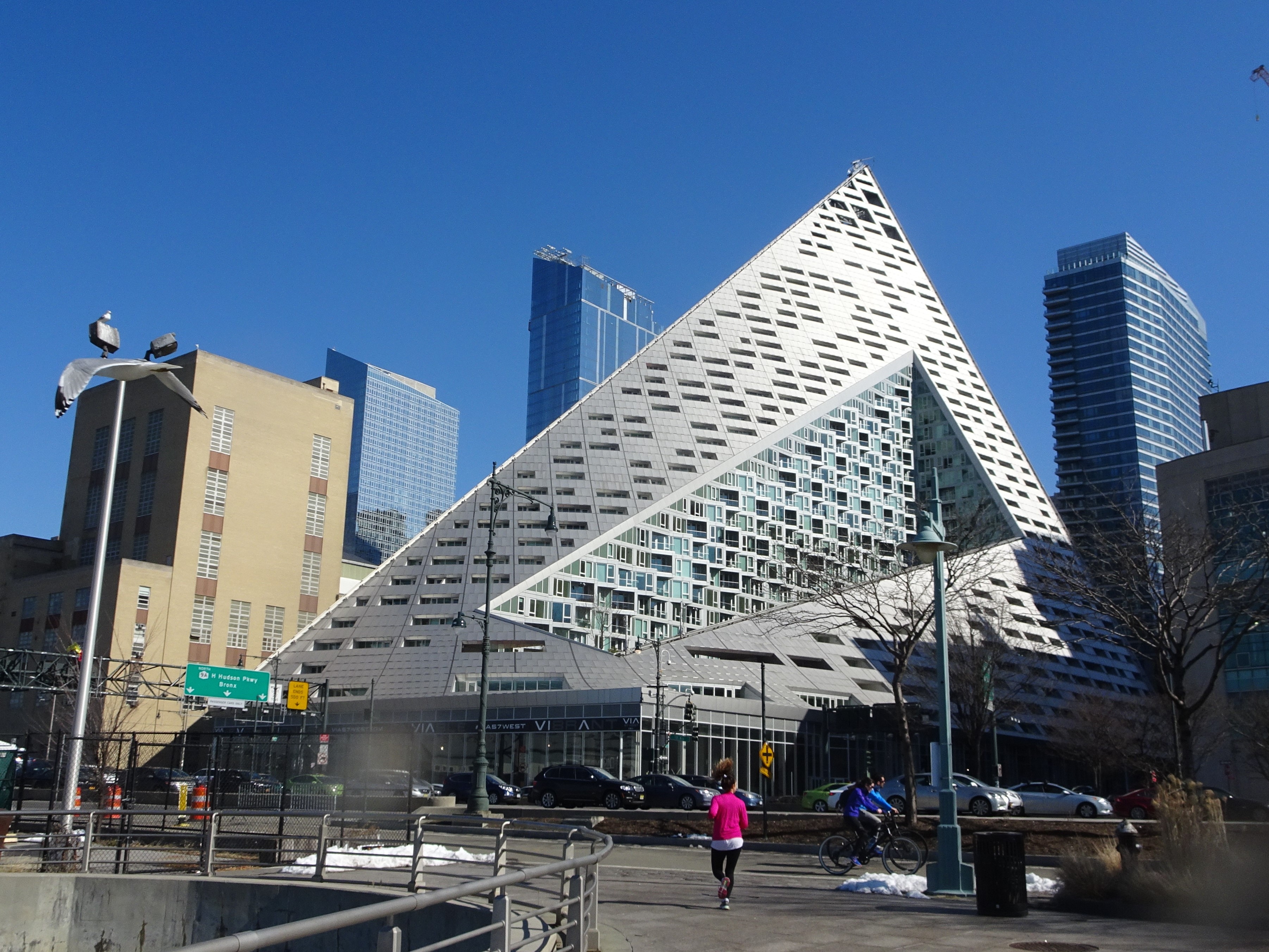
West 57, New York
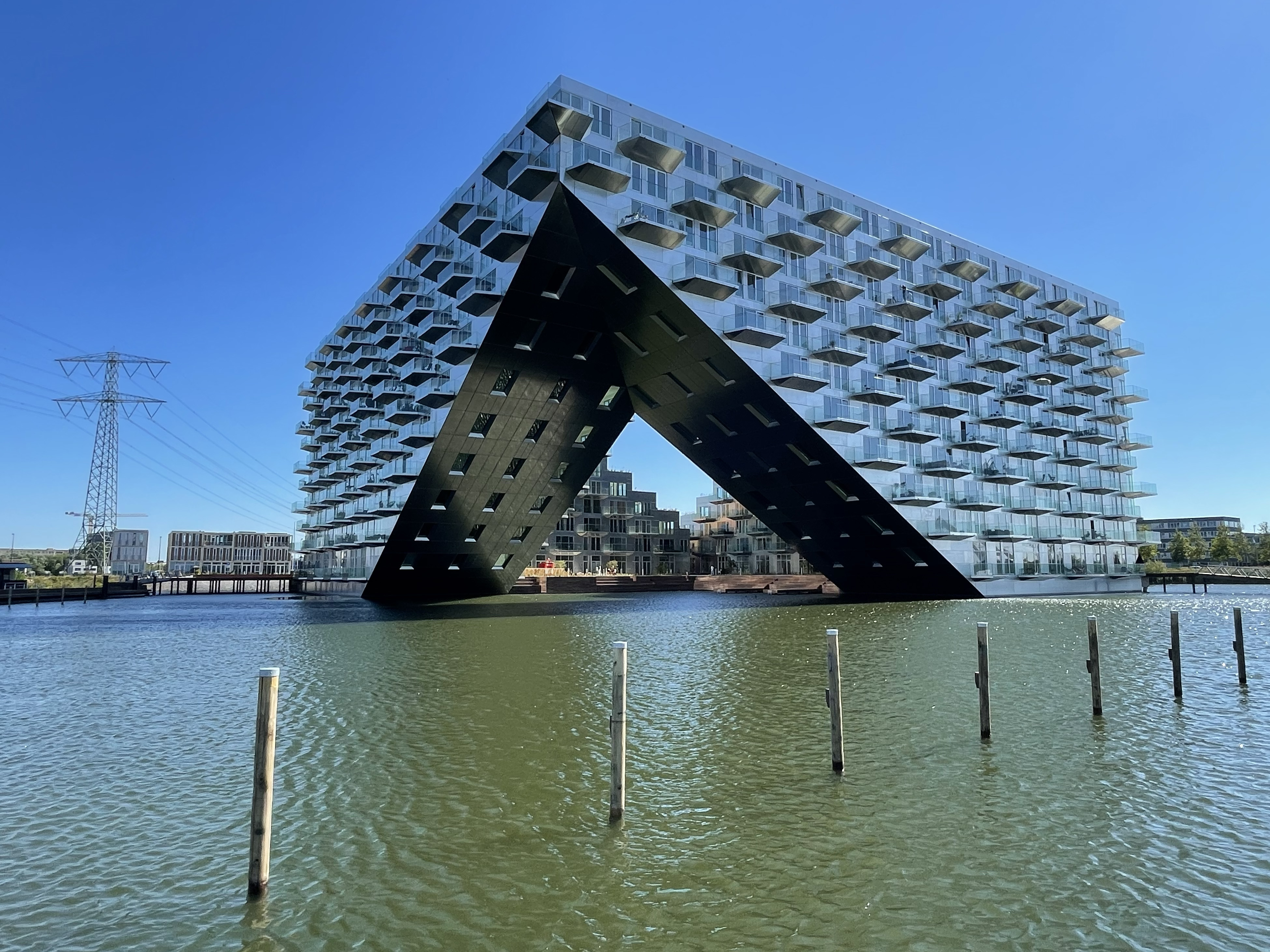
Rezidenční komplex Sluishuis, Amsterdam